# Tridactylus berlandi
Tridactylus berlandi is een rechtvleugelig insect uit de familie Tridactylidae. De wetenschappelijke naam van deze soort is voor het eerst geldig gepubliceerd in 1920 door Chopard.